# Lee Erwin
Lee Erwin (Bellshill, Escocia, 19 de marzo de 1994) es un futbolista escocés que juega como delantero en el K. F. Gostivari de la Primera División de Macedonia del Norte.

## Trayectoria
Erwin es un surgido de la Academia del Motherwell.
El 30 de agosto de 2013, se unió al Arbroath F.C. en un acuerdo de préstamo inicial de un mes. Al día siguiente, marcó dos goles en su debut en donde el Arbroath venció al Brechin City por 2-1. Durante su estadía en el Gayfield Park anotó ocho goles en 11 apariciones.
El 17 de julio de 2014, Erwin hizo su debut para Motherwell como suplente en el empate 2-2 contra Stjarnan en la UEFA Europa League después de haber sido promovido al primer equipo por el mánager, Stuart McCall. Marcó su primer gol para el club en su debut en la liga, una victoria por 1-0 contra St. Mirren el 9 de agosto de 2014.
Después de muchas especulaciones, el 10 de junio de 2015, firmó un contrato de tres años con el Leeds United.

## Selección nacional
Erwin ha sido internacional por Escocia en las categorías sub-17, sub-18 y sub-19.

## Clubes
| Club                                | País                | Año       |
| ----------------------------------- | ------------------- | --------- |
| Motherwell F. C.                    | Escocia             | 2013-2015 |
| Arbroath F. C. (préstamo)           | Escocia             | 2013      |
| Leeds United F. C.                  | Inglaterra          | 2015-2017 |
| Bury F. C. (préstamo)               | Inglaterra          | 2015      |
| Oldham Athletic A. F. C. (préstamo) | Inglaterra          | 2016-2017 |
| Kilmarnock F. C.                    | Escocia             | 2017-2018 |
| Tractor Sazi F. C.                  | Irán                | 2018-2019 |
| Ross County F. C.                   | Escocia             | 2019-2020 |
| Saint Mirren F. C.                  | Escocia             | 2020-2022 |
| F. C. Haka                          | Finlandia           | 2022      |
| Al Ahed                             | Líbano              | 2022-2024 |
| HJK Helsinki                        | Finlandia           | 2024      |
| K. F. Gostivari                     | Macedonia del Norte | 2025-     |